# IC 4646
IC 4646 — галактика типу Sc (компактна спіральна галактика) у сузір'ї Жертовник.
Цей об'єкт міститься в оригінальній редакції індексного каталогу.